# Загебиль, Эрнст
Эрнст За́гебиль (нем. Ernst Sagebiel; 2 октября 1892, Брауншвейг — 5 марта 1970, Штарнберг) — немецкий архитектор, добившийся известности во времена нацистской Германии.

## Биография
Сын придворного скульптора Брауншвейга Вильгельма Загебиля, Эрнст после школы поступил учиться на архитектора в Высшую техническую школу Брауншвейга, но вынужден был прервать обучение в связи с начавшейся войной. Участник Первой мировой войны, прошёл плен. Загебиль закончил обучение в 1922 году. В 1924 году он поступил на работу в архитектурное бюро Якоба Кёрфера в Кёльне. В 1926 году получил степень доктора. В 1929 году получил должность руководителя проектов и управляющего в берлинском бюро архитектора Эриха Мендельзона. В 1932 году перешёл на работу начальником строительного участка в связи со сложным экономическим положением.
После прихода к власти национал-социалистов Загебиль вступил в НСДАП и стал членом СА.
Ещё в 1933 году был принят на работу в Немецкую школу транспортной авиации (нем. Deutsche Verkehrsfliegerschule), служившую прикрытием для создания люфтваффе. С 1934 года Загебиль работал в ней начальником сектора особых задач по проектированию и строительству казарм.
В 1934-35 годах по проекту Загебиля в Берлине на улице Вильгельмштрассе появилось первое крупное сооружение национал-социалистического режима. Затем Загебилю было поручено строительство здания аэропорта Темпельхоф, в то время самого крупного здания в мире.
Архитектурный стиль Загебиля, который в сравнении с классическими чертами стиля Альберта Шпеера представляется жёстким и прямолинейным, не в последнюю очередь благодаря связям архитектора с люфтваффе получил название «модерн люфтваффе». С 1938 года Загебиль непосредственно подчинялся Герману Герингу и считался одним из самых именитых архитекторов Третьего рейха. В том же году Эрнст Загебиль получил степень профессора Высшей технической школы Берлина.
С началом войны против Советского Союза строительство всех объектов по проектам Загебиля было заморожено, среди них и новое здание аэропорта Темпельхоф, которое было достроено лишь после войны после окончания функционирования берлинского воздушного моста и использовалось для пассажирских перевозок. Строительные работы в большом терминале были завершены лишь в 1962 году.

## Список сооружений и проектов
- дом Колумбус, Берлин 1930—1932, руководитель проекта у Эриха Мендельзона
- здание имперского министерства авиации, Берлин 1935—1936
- аэропорт Темпельхоф, Берлин 1935—1941
- аэропорт Штутгарта, 1936—1939
- аэропорт Мюнхен-Рим, 1936—1939
- авиабаза Фюрстенфельдбрукк[англ.]
- авиазаводы Бюккера в Рангсдорфе
- здания лётных школы в Дрездене и Потсдамском заповеднике
- жилой комплекс домов для элиты Люфтваффе «ЛюфтКрайсКоммандос-Кёнигсберг», Кёнигсберг (Калининград), 1937—1938, в настоящее время сохранился только один особняк — дом генерал-интенданта Высшей школы авиации Люфтваффе Домернихта, г. Калининград, ул. Молодёжная, д. 2-4.
- здание войскового училища связи ВВС в Галле 1936
- здание банка «Merck Finck & Co», Мюнхен, Максимилианплац 1957—1958 (единственный проект после 1945)